# Vladimir Děnisov
Vladimir Gennaděvič Děnisov (* 22. května 1947 Nižnij Novgorod, Sovětský svaz) je bývalý sovětský a ruský sportovní šermíř, který se specializoval na šerm fleretem. Sovětský svaz reprezentoval v sedmdesátých letech. Jako sovětský reprezentant zastupoval gorkijskou šermířskou školu, která spadala pod Ruskou SFSR. Na olympijských hrách startoval v roce 1972 a 1976 v soutěži jednotlivců a družstev. V soutěži jednotlivců obsadil na olympijských hrách 1972 páté místo. V roce 1975 obsadil třetí místo na mistrovství světa v soutěži jednotlivců. Se sovětským družstvem fleretistů vybojoval na olympijských hrách 1972 stříbrnou olympijskou medaili a v roce 1973 a 1974 vybojoval s družstvem titul mistrů světa.